# Kętrzyn (gmina wiejska)
Kętrzyn – gmina wiejska w województwie warmińsko-mazurskim, w powiecie kętrzyńskim. W latach 1975–1998 gmina położona była w województwie olsztyńskim.
Siedziba gminy to Kętrzyn.
Według Narodowego Spisu Powszechnego 31 marca 2011 gminę zamieszkiwało 8439 mieszkańców. Natomiast według danych z 31 grudnia 2019 roku gminę zamieszkiwało 8230 osób.
Gmina Kętrzyn współpracuje ze Związkiem Gmin w Mauron na terenie Bretanii.
Na terenie gminy funkcjonuje lotnisko Kętrzyn-Wilamowo.

## Struktura powierzchni
Według danych z roku 2002 gmina Kętrzyn ma obszar 285,73 km², w tym:
- użytki rolne: 65%
- użytki leśne: 19%

Gmina stanowi 23,56% powierzchni powiatu.

## Demografia

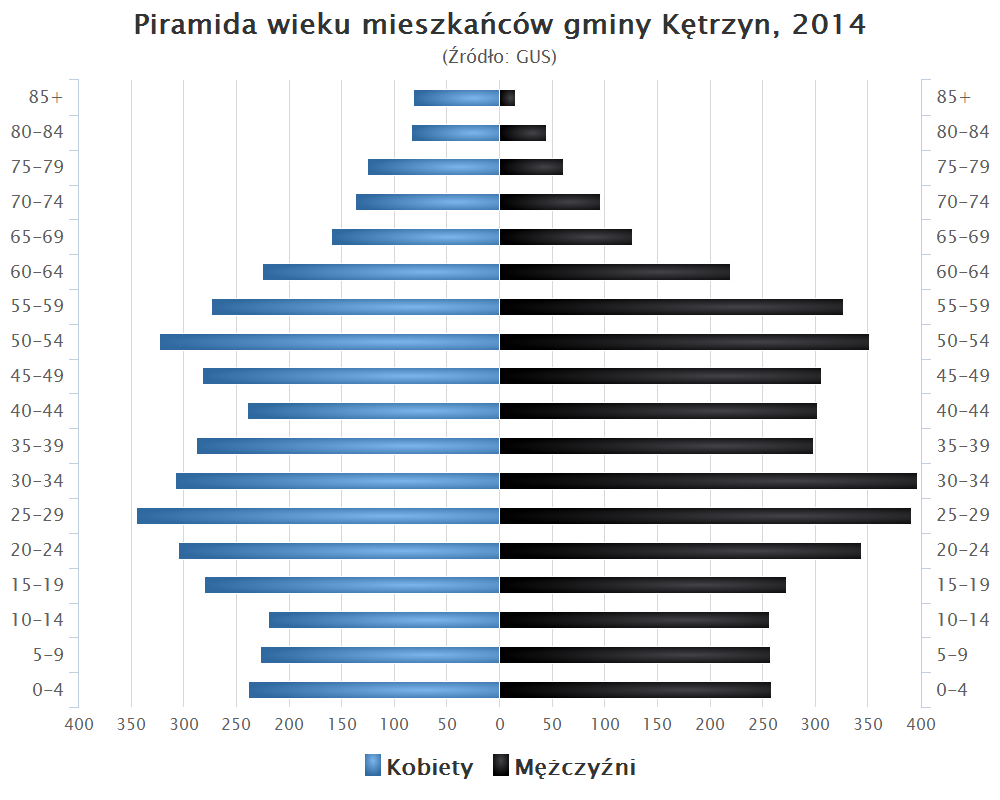
Piramida wieku mieszkańców gminy Kętrzyn w 2014 roku

Dane z 30 czerwca 2004:
| Opis                              | Ogółem | Ogółem | Kobiety | Kobiety | Mężczyźni | Mężczyźni |
| --------------------------------- | ------ | ------ | ------- | ------- | --------- | --------- |
| jednostka                         | osób   | %      | osób    | %       | osób      | %         |
| populacja                         | 8369   | 100    | 4135    | 49,4    | 4234      | 50,6      |
| gęstość zaludnienia (mieszk./km²) | 29,3   | 29,3   | 14,5    | 14,5    | 14,8      | 14,8      |

## Miejscowości
Na terenie gminy znajduje się 79 miejscowości. Największe miejscowości to Karolewo 840 mieszkańców i Wopławki 770 mieszkańców. Do ciekawych (z różnych względów) miejscowości należą: Gierłoż, Owczarnia, Smokowo, Stara Różanka i Zalesie Kętrzyńskie, ponadto obiekty lotniska i Wilczy Szaniec.

## Edukacja
Na terenie gminy znajdują się trzy szkoły podstawowe (rok 2017) w miejscowościach: Biedaszki, Kruszewiec, Nakomiady oraz Zespół Szkół w Wilkowie (szkoła podstawowa i gimnazjum).  W Karolewie funkcjonuje Zespół Szkół Centrum Kształcenia Rolniczego im. gen. Franciszka Kamińskiego.

## Kościoły
Kościoły parafii katolickich znajdują się w miejscowościach: Karolewo (z kościołem filialnym w miejscowości Czerniki), Nakomiady i Wilkowo (z kościołem filialnym w miejscowości Bezławki).

## Przyroda
Znajdują się tu też liczne pomniki przyrody (m.in. głaz granitowy w osadzie Góry) oraz użytek ekologiczny Rozlewisko Wopławki
Gmina znana jest z występowania na jej terenie licznych siedlisk bociana białego. Na terenie gminy od kilku lat prowadzona jest inwentaryzacja gniazd tego ptaka. Porównanie danych z lat 1995 i 2004:
- W 1995 roku naliczono 92 gniazda bocianie, 78 były zajęte 14 wolnych.
- W 2004 roku naliczono 108 gniazd bocianich, 98 były zajęte 10 wolnych,

wskazuje na to, że w gminie tej następuje stały, znaczący przyrost liczebności tych ptaków.

## Honorowi obywatele gminy
Źródło: Gmina Kętrzyn
- Franciszek Karwowski – (7 lipca 2004)
- Jean-Marie Desgrees du Lou – (5 września 2004)

## Współpraca regionalna
| Region                         | Kraj    | Data podpisania umowy |
| ------------------------------ | ------- | --------------------- |
| Związek Gmin Mauron w Bretanii | Francja | 31 maja 2003 r.       |
| Gmina Stradi                   | Łotwa   | 6 sierpnia 2004 r.    |

## Sąsiednie gminy
Barciany, Giżycko, Kętrzyn (miasto), Korsze, Mrągowo, Reszel, Ryn, Srokowo, Węgorzewo